# Piedmont (Virgínia de l'Oest)
Piedmont és una població dels Estats Units a l'estat de Virgínia de l'Oest. Segons el cens del 2000 tenia 1.094 habitants.

## Demografia
Segons el cens del 2000, Piedmont tenia 1.094 habitants, 423 habitatges, i 266 famílies. La densitat de població era de 932,2 habitants per km².
Dels 423 habitatges en un 29,3% hi vivien nens de menys de 18 anys, en un 38,1% hi vivien parelles casades, en un 20,1% dones solteres, i en un 37,1% no eren unitats familiars. En el 32,9% dels habitatges hi vivien persones soles el 13% de les quals corresponia a persones de 65 anys o més que vivien soles. El nombre mitjà de persones vivint en cada habitatge era de 2,4 i el nombre mitjà de persones que vivien en cada família era de 3.
Per edats la població es repartia de la següent manera: un 26,8% tenia menys de 18 anys, un 8,9% entre 18 i 24, un 28,6% entre 25 i 44, un 20,8% de 45 a 60 i un 14,9% 65 anys o més.
L'edat mediana era de 36 anys. Per cada 100 dones de 18 o més anys hi havia 88,8 homes.
La renda mediana per habitatge era de 21.190$ i la renda mediana per família de 26.964$. Els homes tenien una renda mediana de 21.938$ mentre que les dones 18.250$. La renda per capita de la població era de 11.678$. Entorn del 24,7% de les famílies i el 30,7% de la població estaven per davall del llindar de pobresa.

## Poblacions més properes
El següent diagrama mostra les poblacions més properes.